# Daphne Gakes
Daphne Gakes (Harderwijk, 12 september 1985) is een Nederlands schrijfster, theatermaakster en zelfverklaard 'seksprofessor'.

## Biografie
Tussen 2004 en 2014 rondde Gakes drie studies af: hbo-v in Groningen en vanaf 2009 BA Communicatiewetenschap en MA theaterwetenschap aan de Universiteit van Amsterdam. Ook studeerde Gakes seksuele hulpverlening. 
Op 3 april 2016 debuteerde ze als actrice in de theatergroep Parels voor de Zwijnen in SWAG – Style Never Gets Old van Saskia Huybrechtse, die zelf ook meespeelde, samen met Barbara Wurfbain, Josie van Weringh en Lenny Moeskops. Daphne Gakes 'schiet soms even uit haar rol als dame en is daarmee ongemeen grappig'. In 2016 kreeg ze de publieksprijs van het Café Theater Festival, waarna ze voor verschillende theatergezelschappen werkte. In 2017 werkte ze mee aan de theatervoorstelling Deugd van Tegenwoordig van theatergroep Vloeken in de kerk. In 2018 speelde ze in De koningin van de voedselbank, weer met Parels voor de Zwijnen.
Sinds 2019 toerde Gakes door Nederland met Ik Daphne Gakes en in hetzelfde jaar debuteerde ze als auteur met de gelijknamige roman. Daarin gaat ze op zoek naar hoe te leven: kalm, met rust, reinheid en regelmaat, of wild, met seks, drugs en rock & roll. In de media vertelde ze hoe het is om een rebelse vrouw te zijn. In 2020 ging Gakes opnieuw op tournee met de reprise van haar show Ik, Daphne Gakes, nu niet alleen in het theater, maar ook op scholen en op festivals. Sinds 2023 treedt Gakes op als 'seksprofessor' en bespreekt ze onderwerpen als consent, inclusie en seksualiteit. Ze is artistiek leider van de stichting Tussen de Lakens, die zich inzet voor gezonde seksuele vorming. Bij zowel bedrijven als theater geeft ze seksuele voorlichting in cabaretvorm. Optreden in de provincie noemt ze veel boeiender dan in Amsterdam, waar ze veel minder snel ongemakkelijk worden van een vraag als;  ‘mevrouw, squirten, wat vindt u daar nu eigenlijk van?  
Ook is ze maker van de podcast en videoserie Tussen de Lakens. Deze won de Seks & Mediaprijs van de NVVS. Uit het juryrapport: ”Daphne is een bevlogen, creatief, schrijfster, theater- en podcastmaker met een passie voor positieve seksuele vorming (…) Inmiddels heeft Daphne meer dan 80 zeer diverse mensen tussen haar lakens gesproken en dat doet ze volgens de jury meer dan uitstekend; betrokken, respectvol. Serieus maar luchtig en met een positief geluid. Daphne stelt de vragen die rondzingen in het hoofd van de luisteraars. Open, zonder te sturen of het invullen van antwoorden. .
Gakes heeft een eigen serie op Videoland en is te zien in tv-programma’s als Lief Dagboek (NTR) en Tel je zegeningen (EO).

## Persoonlijk leven
Daphne Gakes is in 1985 geboren in Harderwijk. Toen ze acht was verhuisde ze naar Davos met haar vader, die daar in het astmacentrum ging werken. Drie jaar later ging ze in Maarssen wonen, waar ze haar havo-diploma haalde. Daarna verhuisde ze naar Groningen. Sinds 2009 woont ze in Amsterdam.
Gakes woonde een aantal jaren in een camper, en in een interview vroeg ze zich af of ze "een burgerleventje in een rijtjeshuis in Almere Buiten aankan."